# Серрати, Джачинто Менотти
Джачи́нто Мено́тти Серра́ти (итал. Giacinto Menotti Serrati; 25 ноября 1872 (или 1876), Онелья — 11 мая 1926, Ассо) — итальянский левый политический деятель.

## Биография
Джачинто Менотти родился 25 ноября 1872 года в городе Споторно, расположенном в провинции Савона. Его родителями были Джачинто и Катерина Бруненго. Отец Менотти, уроженец Споторно, уже в молодости стал заметной фигурой в политической и общественной жизни Онельи. Об этом свидетельствует его активное участие в работе съездов рабочих обществ: в 1861 году он представлял интересы трудящихся во Флоренции, в 1862 году — в Генуе, а в 1863 году — в Парме.
Демократические идеалы Рисорджименто, которые исповедовал отец, нашли отражение в именах, которые он дал своим детям: Менотти, Анита, Риччотти, Манлио, Карло Лучио и Клелия. Дважды, с 1865 по 1866 год и с 1867 по 1870 год, он занимал пост мэра Онельи. На этой должности ему удалось реализовать ряд важных проектов в области городского развития.
Помимо политической деятельности, отец Менотти был увлечён мореходством, хотя его попытки стать успешным судовладельцем не увенчались успехом. Позже он переключился на строительство и торговлю, однако его репутация была подорвана обвинениями в хищениях.
В 1889–1890 годах Серрати учился в средней школе Мондови, где показывал отличные результаты. Однако на следующий год он был вынужден покинуть школу-интернат, вероятно, из-за смерти отца. Эта же трагедия помешала ему осуществить мечту о получении юридического образования, что стало для него как причиной сожаления, так и предметом гордости.
В 1892 году Серрати начал работать с еженедельным изданием из Сан-Ремо под названием Il Pensiero. В тот же период он стал одним из создателей Социалистической лиги в Онельи, а через год участвовал в основании её печатного органа — газеты La Lima. Это издание быстро приобрело авторитет в итальянских социалистических кругах.
В 1893 году Серрати переехал в Милан, где начал сотрудничать с газетой Lotta di classe. В том же году он принял участие в Международном социалистическом конгрессе в Цюрихе, а затем во 2-м конгрессе Итальянской социалистической партии (ИСП). Вскоре после этого он впервые был арестован.
Неоднократно сталкиваясь с преследованиями, как и его братья Риччотти и Манлио, Серрати был вынужден дважды бежать в Марсель — в 1894 и 1897 годах. Там он работал смотрителем доков, помощником аптекаря и грузчиком угля на пароходах.

Серрати, дважды заключенный в тюрьму в период с 1893 по 1896 год, 
«очень подробно описал условия содержания заключенных в тюрьмах Королевства, не упуская подробностей о физической и психологической жестокости, которой он подвергался. «От описания тюремной архитектуры до скудного питания и катастрофических гигиенических условий, он открыл тревожный взгляд на малоисследованный аспект Италии после Рисорджименто» (Л. Скоппола Якопини, в GM Serrati, Il manuale del perfetto carcerato , 1926, 2016, стр. 4). 
В начале 1898 года он отправился на Мадагаскар, откуда вернулся только осенью 1899 года. Поселившись в Швейцарии, он сразу же возобновил свою деятельность в рядах Союза социалистов итальянского языка (USLI) и стал его секретарем в 1900 году. Одновременно с написанием статей для Avvenire del Lavoratore он способствовал преобразованию USLI в Итальянскую социалистическую партию в Швейцарии (PSIS). В период эмиграции он боролся не за партию немногих и чистых, а за партию, представлявшую «империю масс». Именно в этот период он познакомился с Жюлем Валлесом и Бенуа Малоном, известными членами Коммуны, и был очарован ими.

В 1902 году он переехал в Соединенные Штаты, чтобы стать редактором нью-йоркской социалистической газеты Il Proletario ; здесь он вступил в конфликт с группой итальянских анархистов, связанных с Луиджи Галлеани. До переезда за границу он так высказывался о США: 
«ни в одной стране, подобной этой, социалистическая партия не должна иметь процветающую жизнь и большие успехи» (Лукони, 2012, стр. 111)
однако его ожидания относительно страны, а также относительно итальянской эмиграции во многом не оправдались. Также в 1902 году, перед отъездом в Соединенные Штаты, он вступил в романтические отношения с Сезариной (Риной) Марсанаско, которая уже была замужем и имела пятерых детей, от которой в том же году у него родился сын Либеро.
В 1903 году во время столкновения между социалистическими и анархистскими группами в Барре, штат Вермонт, был убит либертарианский скульптор Элиа Корти. Телохранитель Серрати, Алессандро Гаретто, был признан виновным в убийстве. Это событие стало как личной, так и политической катастрофой для Итальянской социалистической федерации (FSI), основанной в 1902 году Серрати, который стремился объединить различные компоненты крайне левых сил США в единую организацию в надежде, что принятие единой программы увеличит их присутствие среди растущего числа рабочих итальянского происхождения. Попытка, даже с чисто политической точки зрения, провалилась в течение нескольких лет.
В 1904 году Серрати вернулся в Швейцарию и начал подписываться под псевдонимом Аристе Торменти. Там, где они встретились и где она жила, только в 1905 году из-за сопротивления их семей к нему присоединилась Рина, которая оставалась рядом с ним до его смерти, поддерживая связь между Серрати и его соратниками во время его отсутствия в Италии, а также терпеливо выстраивая связи со своими братьями, сестрами и матерью. В 1911 году он вернулся в Италию, где стал секретарем Палаты труда (CdL) Онельи и директором (газеты) Лимы . После активного участия в событиях рабочего движения, он сотрудничал с социалистическим журналом Il Diritto , а в октябре 1912 года переехал в Венецию в качестве секретаря CdL и директора газеты Il Secolo nuovo Элии Мусатти . Как противник колониальной авантюры правительства Джованни Джолитти в Триполи, он придумал лозунг: «Пусть победит турок!» и, потерпев поражение на политических выборах осенью 1913 года, он усилил борьбу против реформистского течения партии, будучи лидером её центристского крыла — максималистского, то есть течения большинства. Серрати и прочие максималисты в целом следовали революционной марксистской линии, но стремились сохранить организационное единство с реформистами. В те годы он переписывался с Бенито Муссолини, постоянным автором руководимых им газет, с которым он познакомился в 1903 году в Лозанне во время временного возвращения в Швейцарию. В июне 1908 года, когда Серрати отказался от руководства провинцией Мантуя по личным причинам, но прежде всего из-за контрастов, разделявших его с мантуанскими управленцами, Муссолини написал ему письмо с предложением выдвинуть свою кандидатуру на эту роль.

Обмен письмами продолжался на протяжении многих лет и прекратился только тогда, когда Муссолини стал сторонником войны. В период с 1912 по 1913 год Серрати и будущий лидер фашизма расходились во мнениях по такому важному вопросу, как «душа» социалистического максимализма. 20 февраля 1913 года Муссолини ответил: 
«Мы оба хотим сделать партию конкретной: я — пропагандой принципов, вы — конкретными проблемами» (Боццетти, 1979, стр. 95).
Являясь одним из ключевых деятелей социалистической партии, поддерживал исключение из неё националистов и способствовал её движению влево. После изгнания из партии Муссолини, который был главным редактором газеты Аванти!, в апреле 1914 года на XIV конгрессе в Анконе Менотти Серрати был избран в руководство ИСП, а в ноябре его призвали возглавить «Avanti!»,, которую он решительно ориентировал на интернационализм и антивоенные настроения. Во время Первой мировой войны и в трехлетний период 1919-21 гг. он занимал руководящую роль в партии. Его политика была пацифистской, что побудило некоторых социалистов покинуть парламентские комиссии по войне. Он также был одним из покровителей Владимира Ленина, как олицетворения социалистического идеала, что нашло отражение в статье, опубликованной 20 августа 1917 года в газете Аванти! с названием «Да здравствует Ленин!». Серрати был убежден, что он ленинец, хотя и не очень много знал о советской революции, ведь он скорее двигался в рамках революционного социализма, вдохновленного бельгийской и французской традицией.

Инаугурация 25-го законодательного органа в 1919 году ясно обозначила политический климат в Италии: во время антимонархической демонстрации Серрати, только что освободившегося из тюрьмы, где он находился с 29 мая 1918 года, «был доставлен в полицейский участок, узнан, оплеван и избит» ( Parlamentary Activity , 1989, стр.15). В 1919 году, благодаря авторитету, который он приобрел как непримиримый пацифист, он вновь стал лидером максималистской фракции «унитарных коммунистов», которая составила большинство на Болонском конгрессе. Во время Первой мировой войны участвовал в Циммервальдской (1915) и Кинтальской (1916) конференции. В 1919 году выступил за присоединение ИСП к Коминтерну. В двухлетний период 1919-20 гг. внутри максимализма можно было выделить по крайней мере две позиции. Это были не течения или фракции, а тенденции, границы которых поэтому были и неопределенными. Первая группа объединилась вокруг самого Серрати, а вторую представлял Никола Бомбаччи, политический секретарь ИСП до февраля 1920 года. 
«Это были две позиции с заметными чертами сходства, которые развивались и отдалялись друг от друга по мере того, как шли месяцы. Разрыв с максимализмом в Ливорно был характерен для этой дифференциации: с одной стороны, Серрати, ярый защитник единства партии, оставался в ИСП; С другой стороны, Бомбаччи вместе с Эджидио Дженнари, Антонио Грациадеи и другими был бы среди основателей Коммунистической партии Италии, секции Третьего Интернационала» (Forti, 2015).
Занимая в партии центристские позиции, поддержал Октябрьскую революцию в России и выступления итальянских рабочих в годы «Красного двухлетия», но не предпринял активных действий в их поддержку. С 19 июля по 7 августа 1920 года состоялся Второй конгресс Коммунистического Интернационала (КИ), на котором наиболее щекотливую и в то же время сложную позицию заняла ИСП. Единственная из крупных западных партий, сохранявшая непримиримую позицию во время войны, ИСП фактически сразу же присоединилась к ИК. Однако итальянская делегация, председателем которой был Серрати, получила строгий выговор за то, что не очистила партию от «оппортунистов». (под оппортунистами подразумеваются реформисты вроде Турати). А. Луначарский таким образом высказывался о Серрати:
Позиция Серрати и есть выражение мнения и направления этих социал-чиновничьих слоев партии. Понятно поэтому, что с одной стороны Серрати не может порвать с Турати и его группой, с другой - пытался, пока можно, на словах кокетничать с Коминтерном, на деле же выступать против революционных методов борьбы. Однако, в конце концов, логика развития победила, заставив Серрати избрать тот или иной путь, и Серрати предпочел порвать с итальянскими коммунистами и Коминтерном, чем расстаться с Турати и компанией. Таким образом Серрати, несмотря на свою кажущуюся революционность фраз, на деле поплелся в хвосте за более решительными итальянскими реформистами. Миланский конгресс в особенности показал, что Серрати находится в плену у Турати, Тревеса и Модильяни, и что "в одну телегу впрячь не можно коня и трепетную лань", т.-е. нельзя в одно и то же время оставаться в рядах коммунистического движения и брататься с завзятыми реформистами, ибо обязательно попадешь в сети последних. (Из рецензии П. Сапожникова, А. Луначарский. Гр. Гиацинт Серрати или революционно-оппортунистическая амфибия, 1922 . — стр. 297.)
Самым острым вопросом, обсуждавшимся на съезде, были условия вступления различных партий в ИК. Условия, жестко установленные документом, составленным самим Лениным, были собраны в двадцати одном пункте, но не приняты Серрати, который видел в своей позиции, согласно которой ни одна партия не будет оторвана от социалистической семьи, еще более потенциально интернационалистскую.
Во время Ливорнского конгресса (январь 1921 г.) Серрати поддержал фракцию «унитариев», надеясь, что партия не распадется, чтобы сохранить, прежде всего, единство пролетарских масс; Однако дело дошло до раскола фракции «чистых коммунистов» Амадео Бордиги и рождения Коммунистической партии Италии (КПИ).
Для Серрати, который продолжил руководить Avanti! До 1922 года партия должна была быть прежде всего социалистической и руководить экспериментами по созданию советов, контролировать, поощрять и направлять движение экономической организации. Компасом действия было единство партии, и в отличие от советов – политических органов общества – или фабрично-заводских советов, которые должны были заниматься только производственной или контрольной стороной фабрики и развивали «реформистские тенденции», профсоюз был единственным, кто обладал «универсальным видением экономической ситуации» (Avanti!, 14 марта 1920 г.).

В этом контексте Серрати стал политической мишенью как среди социалистов, так и среди своих оппонентов, подвергшись клеветническим нападкам с помощью ложных новостей о том, что он
 «принял заем в размере двадцати тысяч франков, любезно предложенный ему капитаном карабинеров, прикрепленным к тайной полиции» (Le furie dell'«Avanti!» e venti biglietti da mille , в Vita italiana. Rassegna mensile di politica interna, estera, coloniale e di emigrazione, CXI (1922), 3, стр. 273) 
от имени председателя Совета министров Франческо Саверио Нитти. Антонио Грамши определил его так: 
«он прослыл очень умным, очень проницательным, очень проницательным «революционным» лидером, а на самом деле был всего лишь очень тупым попугаем» ( L'Ordine nuovo , 23 июня 1921 г.).
Хотя он был одним из главных действующих лиц столкновения с левым крылом партии (коммунисты) в 1921 году, в декабре 1922 года Серрати вместе с Фабрицио Маффи и Джузеппе Ромитой представлял ИСП на IV конгрессе Коминтерна. Это продолжилось в колонках Аванти! вести решительную полемику против зарождающегося фашистского движения, а затем и режима. В 1922 году организовал группу «Третьеинтернационалистов» — левых максималистов, выступавших за слияние ИСП с Компартией Италии. Во время похода на Рим он находился в Москве на заседании 4-го конгресса Коммунистического Интернационала, но, как только он вернулся в Италию, его посадили в тюрьму за, якобы, государственную измену, несмотря на то, что он был «выборным максималистом». Находясь в тюрьме, он был исключен из газеты Аванти руководством партии, которое теперь подчинялось Пьетро Ненни, что решительно выступал против любого слияния с КПИ. Обретя свободу, он основал двухнедельную газету Pagine rosse. Столкнувшись с укреплением фашистского режима, в июне-июле 1924 года он согласился принять участие в V съезде МК в Москве, а в августе окончательно вступил в КПИ вместе с фракцией «терцини» МАФФИ, в центральный комитет которой был немедленно кооптирован, став директором Красного синдиката.
В январе 1926 года он принял участие во Втором съезде КПИ, состоявшемся в Лионе, а в апреле Пальмиро Тольятти поручил ему представлять Исполком Коминтерна на конференции Португальской коммунистической партии.
10 мая 1926 года он умер от «молниеносного сердечного приступа» (Avanti!, 11 мая 1926) в Ассо, провинция Комо, когда он, вероятно, возвращался с тайной встречи с Эдоардо Д'Онофрио.

Столкнувшись с трагическим событием, Грамши выступил с самокритикой, признав, что он лично и как партия 
«был жесток, возможно, сверх меры [в политической борьбе] по отношению к покойному товарищу, поборнику социалистической традиции в Италии» ( l'Unità , 14 мая 1926 г.). 

## Сочинения
- Современная Италия : Экономические заметки / Авториз. пер. [и предисл.] А. Н. Колпинской. — Ленинград : Прибой, [1926]. — 138, [2] с.
- Руководство для безупречного каторжника : самое полезное из руководств / Авт. пер. с ит. А. Колпинской. — Москва : Гос. изд-во ; Ленинград : Гос. изд-во, 1929. — 125, [2] с.